# Peugeot Type 126
Peugeot Type 126 – samochód osobowy produkowany przez francuskie przedsiębiorstwo motoryzacyjne Peugeot w roku 1910.

## Dane techniczne Peugeot Type 126

### Silnik
- R4 2212 cm³[1]
- Układ zasilania: b.d.
- Średnica cylindra × skok tłoka: b.d.
- Stopień sprężania: b.d.
- Moc maksymalna: 12 KM (9 kW)[1]
- Maksymalny moment obrotowy: b.d.

### Osiągi
- Przyspieszenie 0–80 km/h: b.d.
- Przyspieszenie 0–100 km/h: b.d.
- Prędkość maksymalna: 55 km/h[1]